# Địch Nhân Kiệt: Rồng biển trỗi dậy
Địch Nhân Kiệt: Rồng biển trỗi dậy (tiếng Anh: Young Detective Dee: Rise of the Sea Dragon, tiếng Trung: 狄仁傑之神都龍王, Hán-Việt: Địch Nhân Kiệt: Thần đô Long vương) là một bộ phim điện ảnh Hồng Kông – Trung Quốc thuộc thể loại hành động – trinh thám – phiêu lưu – kỳ ảo do Từ Khắc làm đạo diễn, viết kịch bản kiêm đồng sản xuất, phóng tác từ nhân vật lịch sử thời nhà Đường Địch Nhân Kiệt. Đây là phần phim thứ hai của loạt phim Địch Nhân Kiệt sau phần phim Địch Nhân Kiệt: Bí ẩn ngọn lửa ma. Tác phẩm có sự tham gia của Triệu Hựu Đình vào vai Địch Nhân Kiệt thay cho Lưu Đức Hoa ở phần trước, Lưu Gia Linh trở lại vào vai Võ Tắc Thiên, cùng các diễn viên phụ gồm Phùng Thiệu Phong, Lâm Canh Tân, Kim Bum và Angelababy.
Phim chính thức khởi chiếu tại Trung Quốc vào ngày 28 tháng 9 năm 2013 và tại Việt Nam vào ngày 4 tháng 10 năm 2013 dưới định dạng 3D. Phần phim thứ ba của loạt phim có tựa đề là Địch Nhân Kiệt: Tứ đại Thiên Vương chính thức ra rạp vào năm 2018.

## Nội dung
Năm 660, một hạm đội Trung Hoa bị một con quái vật biển bí ẩn tấn công ở Biển Hoa Đông, nhiều tàu bị phá hủy và số còn lại bị hư hỏng nặng. Hoàng hậu Võ Tắc Thiên giao cho Vu Trì, một quan thanh tra, điều tra các cuộc tấn công của con quái vật, đe dọa sẽ chém đầu anh nếu anh không phá án thành công trong mười ngày. Chàng trai trẻ Địch Nhân Kiệt đến Kinh đô Lạc Dương sau khi nhận được lời giới thiệu tham gia lực lượng Đại lý tự. Anh tình cờ nghe được một kế hoạch bắt cóc người được hiến tế để xoa dịu con quái vật biển, kỹ nữ Ngân Duệ Cơ. Trong khi Nhân Kiệt chiến đấu với bọn bắt cóc, Duệ Cơ bị một sinh vật biển hình người bắt đi, nhưng được Nhân Kiệt giải cứu trước khi sinh vật đó kịp chạy thoát. Khi đến hiện trường, Vu Trì đã bắt giữ Nhân Kiệt và đưa Duệ Cơ về một ngôi nhà. Trong trại giam, Nhân Kiệt kết bạn với thầy thuốc Sa Đà, người đã giúp anh trốn thoát.
Trong khi đó, sinh vật hình người đến thăm Duệ Cơ. Nhận ra sinh vật đó chính là người yêu đang mất tích của mình, chủ quán trà Nguyên Trấn, cô cố gắng giao tiếp với anh ta ngay khi một nhóm côn đồ đeo mặt nạ tấn công ngôi nhà. Nhân Kiệt, Vu Trì và Sa Đà đến đánh đuổi bọn côn đồ. Sau khi giải cứu Vu Trì, Nhân Kiệt bất ngờ bị Nguyên Trấn tấn công. Khi họ chiến đấu, Duệ Cơ bất ngờ đâm Nhân Kiệt và đe dọa sẽ tự tử, khiến Nguyên Trấn bỏ chạy. Sau đó, Duệ Cơ kể với Nhân Kiệt sự thật về Nguyên Trấn. Suy luận ra manh mối, Nhân Kiệt nhận ra rằng những tên côn đồ đến từ quốc gia nhỏ bé Đông Đảo đang chiến tranh với nhà Đường, và tìm kiếm Nguyên Trấn để đầu độc trà của hoàng tộc và từ đó giết chết Hoàng đế Đường Cao Tông và triều đình của ông.
Nhân Kiệt, Sa Đà và Duệ Cơ tìm thấy nơi ẩn náu của Nguyên Trấn và cố gắng khống chế anh ta. Họ đưa anh ta đến gặp thầy thuốc Vương Phổ. Vương Phổ phát hiện ra rằng sự biến đổi của Nguyên Trấn là do bọ hung gây ra và có thể chữa lành cho anh ta. Khi Nguyên Trấn hồi phục, anh ta kể lại việc mình bị thủ lĩnh Đông Đảo đầu độc vì không đồng ý tham gia âm mưu của hắn. Vương Phổ đã chế ra được thuốc giải độc, có thể phân phối cho toàn bộ triều đình, do đó ngăn chặn được thảm họa.
Sau đó, nhóm của Nhân Kiệt phát hiện ra kẻ phản bội bên trong Đại lý tự và trong khi đuổi theo hắn, họ chạm trán với con quái vật biển, một con cá đuối manta khổng lồ bị bọn Đông Đảo đột biến bằng cách sử dụng ký sinh trùng và chất độc. Trong khi đó, Võ hậu bắt giam Duệ Cơ vì cô đến từ Vương quốc Phù Dư, nhưng Nhân Kiệt đã cá cược với Võ hậu rằng nếu anh bắt được thủ lĩnh quân phản loạn trong vòng một ngày thì bà sẽ thả Duệ Cơ.
Dựa trên những manh mối do Nguyên Trấn cung cấp, Nhân Kiệt và Vu Trì suy ra hòn đảo mà quân phản loạn đang ẩn náu, họ đổ bộ lên đảo vào ban đêm và đối đầu với chúng; một cuộc chiến diễn ra và Hoắc Nghi, tên thủ lĩnh, cuối cùng đã bị giết. Khi đang trở về đất liền, tàu của họ chạm trán với con quái vật biển, họ ném số cá được tẩm độc vào miệng nó và giết được nó. Đại lý tự trở về trong chiến thắng và Nhân Kiệt được Hoàng đế trao tặng "Roi quất rồng" danh giá, cùng với việc được phong là chỉ huy mới của Đại lý tự. Theo lời khuyên của Nhân Kiệt, Nguyên Trấn và Duệ Cơ đã trốn khỏi kinh thành để tránh sự truy đuổi của Võ hậu.

## Diễn viên
- Triệu Hựu Đình trong vai Địch Nhân Kiệt
- Phùng Thiệu Phong trong vai Úy Trì Chân Kim / Vu Trì
- Lâm Canh Tân trong vai Sa Đà
- Kim Bum trong vai Nguyên Trấn công tử
- Angelababy trong vai Ngân Duệ Cơ
- Lưu Gia Linh trong vai Võ Tắc Thiên
- Trần Khôn trong vai Vương Phổ (vai diễn khách mời)